# Кубок Тернопольской области по футболу
Кубок Тернопольской области по футболу — областное соревнование украинского футбола среди любительских команд. Первый турнир был проведён в 1991 году. Проводится под эгидой Федерации футбола Тернопольской области.

## Финалисты кубка с 1991 года
| Год     | Обладатель            | Финалист                    | Суперкубок                  | Финалист                   |
| ------- | --------------------- | --------------------------- | --------------------------- | -------------------------- |
| 1991    | «Кристалл» (Чортков)  | «Днестр» (Залещики)         |                             |                            |
| 1992    | «Сокол» (Великие Гаи) | «Зоря» (Хоростков)          |                             |                            |
| 1992/93 | «Нива» (Теребовля)    | «Колос» (Бучач)             |                             |                            |
| 1993/94 | «Сокол» (Великие Гаи) | «Нива» (Теребовля)          |                             |                            |
| 1994/95 | «Нива» (Теребовля)    | «Прометей» (Борщёв)         |                             |                            |
| 1995/96 | «Нива» (Теребовля)    | «Бровар» (Микулинцы)        |                             |                            |
| 1996/97 | «Зоря» (Хоростков)    | «Лысоня» (Бережаны)         |                             |                            |
| 1997/98 | «Лысоня» (Бережаны)   | «Нива» (Теребовля)          |                             |                            |
| 1998/99 | «Зоря» (Хоростков)    | «Сокол-Орион» (Великие Гаи) |                             |                            |
| 2000    | «Лысоня» (Бережаны)   | «Импекс» (Борщёв)           | «Сокол-Орион» (Великие Гаи) | «Зоря» (Хоростков)         |
| 2001    | ФК «Тернополь»        | «Прогрес-Орион» (Грабовцы)  | «Лысоня» (Бережаны)         | «Прогрес-Орион» (Грабовцы) |